# رومئو و ژولیت (فیلم ۲۰۰۶)
رومئو و ژولیت (انگلیسی: Romeo and Juliet) فیلمی در ژانر درام است که در سال ۲۰۰۶ منتشر شد.